# La Iberia
La Iberia ist eine Ortschaft und eine Parroquia rural („ländliches Kirchspiel“) im Kanton El Guabo der ecuadorianischen Provinz El Oro. Die Parroquia besitzt eine Fläche von 13,43 km². Die Einwohnerzahl lag im Jahr 2010 bei 3709. Die Parroquia La Iberia wurde am 13. April 1988 gegründet. 

## Lage
Die Parroquia La Iberia liegt im Südwesten von Ecuador, etwa 12 km von der Pazifikküste entfernt am rechten Flussufer des Río Jubones. Der Hauptort La Iberia befindet sich 4 km westsüdwestlich des Kantonshauptortes El Guabo. 9 km weiter westlich befindet sich die Provinzhauptstadt Machala. Die Fernstraße E25 (El Guabo–Santa Rosa) verläuft östlich an La Iberia vorbei. 
Die Parroquia La Iberia grenzt im Nordwesten, im Norden und im Osten an die Parroquia El Guabo sowie im Süden und im Südwesten an das Municipio Machala. 

## Orte und Siedlungen
Neben dem Hauptort La Iberia gibt es in der Parroquia noch die Recintos La Palestina und Riveras del Jubones.